# Centrum Kultury w Lublinie

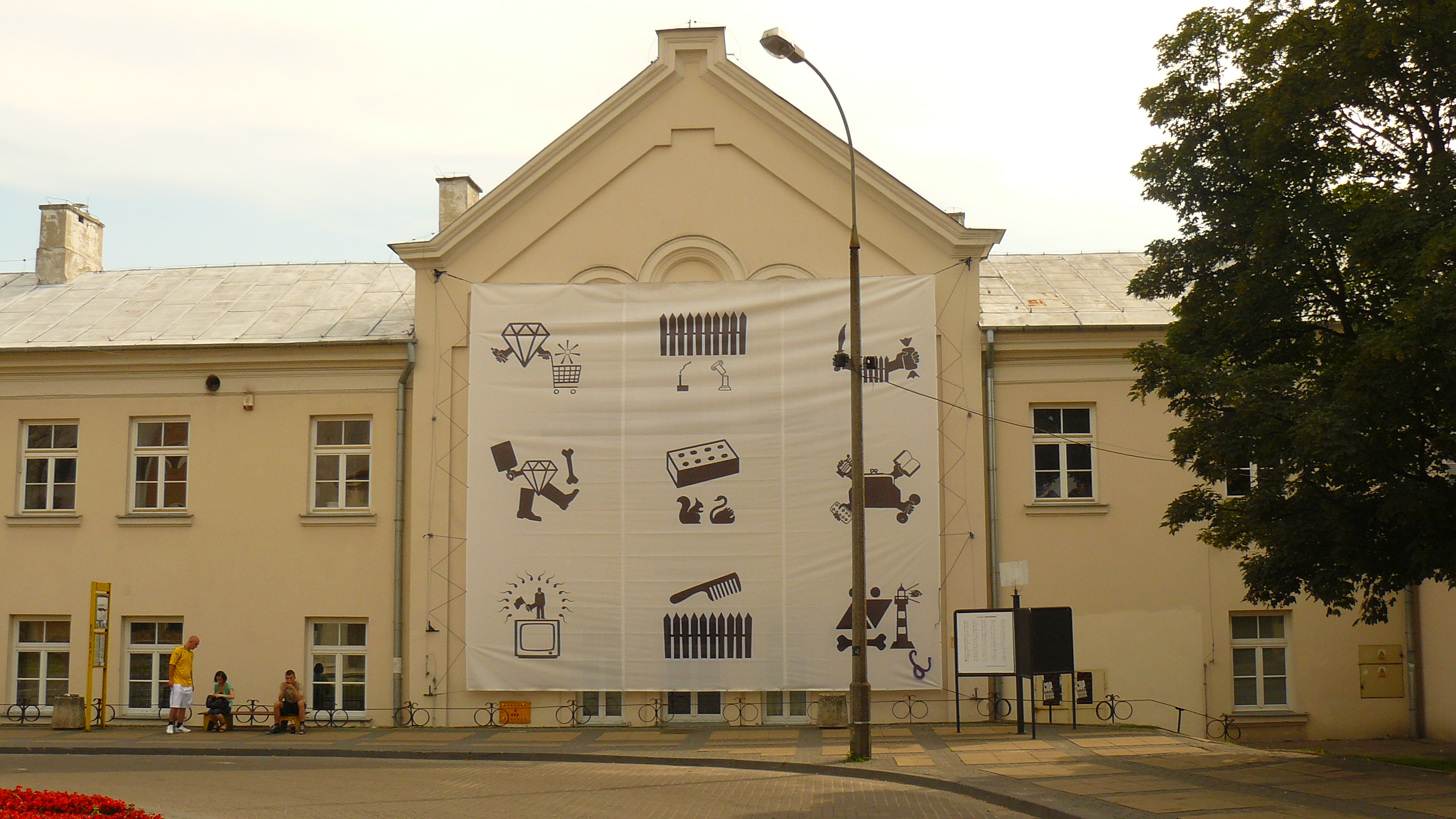
Instalacja białoruskiej Grupy R.E.P, przedstawia historię budynku CK w Lublinie

Centrum Kultury w Lublinie – jedna z największych samorządowych instytucji kulturalno-edukacyjnych Lublina. Swoją siedzibę ma w późnobarokowym kompleksie poklasztornym ss. Wizytek, zlokalizowanym w centrum miasta, na ul. Peowiaków 12.
Instytucja jest organizatorem m.in. Festiwalu „Konfrontacje Teatralne”, Międzynarodowych Spotkań Teatrów Tańca, Słodko-Gorzkiego
Festiwalu Teatralnego „Sąsiedzi”, Maat Festiwalu, Lublin Jazz Festiwalu, Lubelskiej Gali Filmu Niezależnego „Złote Mrówkojady” i Festiwalu Filmów Dobrze Zakręconych, Sceny Młodych, Wielokulturowego Lublina i wielu innych. Bierze czynny udział w animacji życia kulturalnego miasta. Organizuje koncerty, spektakle teatralne oraz cykliczne spotkania i wykłady z zaproszonymi gośćmi oraz zajęcia warsztatowe dla dzieci i młodzieży.
W Centrum działa m.in. Galeria Biała, Kinoteatr Projekt, Pracownia Słowa, Pracownia Sztuki Zaangażowanej Społecznie „Rewiry”, Pracownia Promocji Dziedzictwa Kulturowego i Zespół Taneczny „Rytm”. Skupiają się tu także liczne grupy teatralne, będące alternatywą wobec istniejących już w Lublinie teatrów o określonym repertuarze i formie: Teatr Provisorium, Kompania „Teatr”, Lubelski Teatr Tańca, Teatr MAAT Projekt, Scena Prapremier InVitro i neTTheatre. Centrum Kultury jest także wydawcą Lubelskiego Informatora Kulturalnego „ZOOM”, który prezentuje wszystkie najważniejsze imprezy kulturalne i rozrywkowe w mieście.
Centrum Kultury w Lublinie w 2009 rozpoczęło w budynku generalny remont, który zakończył się w 2013. Jego celem było zaadaptowanie dotychczasowej siedziby – klasztoru z I połowy XVIII wieku wraz z przylegającym do niego placem oraz parkiem – na wielofunkcyjny ośrodek kulturalny. Inwestycja ta, finansowana z unijnego programu Infrastruktura i Środowisko, stworzyła szereg możliwości zbudowania nowych przestrzeni dla kultury, turystyki, działań artystycznych i edukacyjnych.
W budynku przy ul. Peowiaków 12 mieści się: Centrum Kultury w Lublinie, Ośrodek Międzykulturowych Inicjatyw Twórczych „Rozdroża”, Miejska Biblioteka Publiczna im. Hieronima Łopacińskiego oraz Art Brut.

## Historia budynku

### Do XX wieku
Centrum Kultury w Lublinie ma swoją siedzibę w dawnym klasztorze sióstr wizytek. Wizytki początkowo zajmowały drewniany klasztor otoczony wysokim ceglanym murem wzdłuż obecnych ulic Chopina, Okopowej i Zesłańców Sybiru, który spłonął w 1732 r. Ocalał jedynie pobudowany w 1731 r. murowany lamus. W miejscu pogorzeliska rozpoczęto budowę nowej, tym razem murowanej, siedziby. W 1732 r. jako pierwsze powstało zachodnie skrzydło klasztoru. Pozostałe części budowano do 1749 r. Całość uzyskała formę czworoboku z wbudowanym w północne skrzydło jednonawowym kościołem oraz z trzema wewnętrznymi wirydarzami, w stylu baroku. Dopełnieniem stała się powstała w połowie lat 60. XVIII w. kapliczka Chrystusa Frasobliwego, dzieło prawdopodobnie Pawła Antoniego Fontany. 
Kiedy w 1809 r. do Lublina wkroczyły wojska Księstwa Warszawskiego pod wodzą J. Poniatowskiego, siostry usunięto, a zabudowania przekazano wojsku z przeznaczeniem na lazaret i koszary. Wojskowy charakter obiektu został utrzymany w czasie zaborów – mieściły się tu koszary jazdy i szpital.
W 1836 r. naczelnik wojenny Józef Hurko zarządził przebudowanie kościoła na cerkiew. Przebudowy, według projektu Feliksa Bieczyńskiego i Ferdynanda Konotkiewicza, dokonali Nuchymen Altszuler i Jankiel Cukier. Wtedy również przebudowano domek plebana. Prace budowlane zakończono 1839 r. Cerkiew pełniła funkcję głównej cerkwi Lublina do 1877 r., kiedy to na placu Litewskim wzniesiono reprezentacyjny sobór.

### XX wiek
W okresie międzywojennym w zabudowaniach byłego klasztoru umieszczono szpital wojskowy oraz inne instytucje Wojska Polskiego. Cerkiew zlikwidowano, a salę podzielono stropem na dwie kondygnacje i urządzono kasyno oficerskie. W czasie okupacji Niemcy w budynkach klasztornych zorganizowali Soldatenheim, czyli „dom rodzinny dla żołnierzy”.
Po II wojnie światowej budynkiem zarządzało Wojsko Polskie, ale część budynku otrzymała wydzielona z UMCS Akademia Medyczna. W tamtych latach niektóre pomieszczenia wykorzystywano również jako mieszkania. Na początku lat 60. rozważano decyzję o rozbiórce całego obiektu. Pojęto decyzję o remoncie, który przeprowadzono pod nadzorem architektów Tadeusza Michalaka i Kazimierza Kwiatkowskiego. 
W 1968 r. do budynku wprowadził się Miejski Dom Kultury przemianowany później na Lubelski Dom Kultury. 1971 r. z Zamku Lubelskiego przeniesiono tu Społeczne Ognisko Baletowe. W 1991 r. Lubelski Dom Kultury połączył się z Lubelskim Studium Teatralnym, tworząc nową instytucję – Centrum Kultury w Lublinie. W latach 90. w podziemiach klasztoru rozpoczął działalność Klub Towarzyski „Hades” powiększony później o Kawiarnię Artystyczną. Kiedy na początku obecnego stulecia Akademia Medyczna opuściła zajmowane dotychczas pomieszczenia, część z nich otrzymała nowo powstała Miejska Biblioteka Publiczna mająca tego samego patrona. W budynku w tamtych latach mieściło się jeszcze kilka małych firm. 
W 2009 r. w popadającym w ruinę budynku rozpoczął się remont kapitalny. Dokonano wielu zmian we wnętrzach, przywrócono dawne ciągi komunikacyjne, nadbudowano jedno piętro. Przed budynkiem obniżono poziom przestronnego placu, nadając mu nowy wygląd, dzięki czemu kapliczka Chrystusa Frasobliwego odzyskała swą dawną świetność. W trakcie remontu natrafiono na wiele klasztornych malowideł, detali architektonicznych, fresków. Największym odkryciem było odnalezienie aktu erekcyjnego. Archeolodzy wydobyli w krypcie kościoła kamienną skrzynię przykrytą ołowianą płytką, na której znajdował się łaciński tekst. Wewnątrz znajdowały się złote monety oraz srebrny medalion. Skrzynia i akt erekcyjny pochodzą z XVIII wieku, zaś monety z XVII i XVIII wieku. Eksponaty trafiły do Muzeum 200-lecia Diecezji Lubelskiej znajdującego się w archikatedrze. W miejsce starego aktu erekcyjnego wmurowano replikę uzupełnioną o materiały współczesne. 

## Historia instytucji
Centrum Kultury w Lublinie powstało w maju 1991 r. z połączenia Lubelskiego Domu Kultury i Lubelskiego Studia Teatralnego. Wywodzące się z ruchu alternatywnego teatry wchodzące w skład LST (Grupa Chwilowa, Teatr NN, Teatr Provisorium, Scena 6, Scena Ruchu oraz Teatr Wizji i Ruchu) stworzyły pion artystyczny funkcjonujący obok istniejących wcześniej w LDK działów: Impresaryjnego oraz Promocji i Upowszechniania, do którego należały również Galeria Biała i Zespół Rytm. Do zadań nowego Centrum należała realizacja i prezentacja spektakli, wspieranie amatorskiego ruchu artystycznego, przygotowanie przeglądów, festiwali i konkursów, edukacja poprzez kursy i warsztaty oraz działalność impresaryjna – organizacja profesjonalnych koncertów i spektakli. Z ówczesnego pionu artystycznego do dziś funkcjonuje Teatr Provisorium, natomiast Teatr NN niedługo po powstaniu instytucji przeniósł się z powrotem do budynków w Bramie Grodzkiej i zaczął realizować własną działalność związaną z tym miejscem. W 1998 r. oddzielił się, tworząc samodzielną instytucję – Ośrodek „Brama Grodzka – Teatr NN”.
Centrum Kultury od początku stwarza możliwości współpracy między artystami. Dzięki temu utworzono Lubelski Teatr Tańca, ośrodek sztuki performance, prowadzona jest działalność filmowa, powstał Lubelski Informator Kulturalny „ZOOM”. Starania osób związanych z Centrum sprawiły, że wydarzenia organizowane w Lublinie stały się ważną częścią ogólnopolskich projektów, np. Roku Gombrowiczowskiego.
Od połowy lat 90. instytucja stale rozwijała działalność na polu festiwalowym, przyciągając najważniejszych twórców polskich i zagranicznych z różnych środowisk: powstały m.in. Festiwal Konfrontacje Teatralne, uważany za jedno z ważniejszych wydarzeń teatralnych w kraju, czy cieszące się uznaniem środowiska tanecznego Międzynarodowe Spotkania Teatrów Tańca. Do swoich działań twórcy związani z Centrum zaczęli adaptować nowe przestrzenie, dotąd nie kojarzone z wydarzeniami kulturalnymi (np. ulice Starego Miasta, place: Zamkowy i Litewski, hale Polmosu, hale dworca kolejowego, zabytkowy most na Bystrzycy). Dzięki temu inicjatywy Centrum Kultury trafiały do coraz szerszego grona odbiorców.
Kształtujący się przez lata Ośrodek Animacji, istniejący jako jedna z jednostek Centrum, współpracując z młodymi animatorami kultury, organizował wydarzenia artystyczne w przestrzeni miejskiej oraz w Muszli Koncertowej – tak powstały m.in. przyciągające tłumy Noc Kultury czy Festiwal Sztukmistrzów.
Gdy do instytucji dołączyli kolejni twórcy teatralni – Scena InVitro, neTTheatre i Teatr MAAT Projekt – wszystkie funkcjonujące w Centrum teatry, o różnych rodowodach artystycznych i zainteresowaniach, skupiono w Teatrze Centralnym. Jego zadaniem było stworzenie nowej stałej sceny, będącej alternatywą wobec istniejących w Lublinie teatrów o określonym repertuarze.
Stale rosnąca ilość wydarzeń oraz związanych z Centrum twórców nie miała jednak odpowiednich warunków do działania. W 2009 r. rozpoczął się remont siedziby instytucji przy ul. Peowiaków. Tymczasowa scena najpierw znajdowała się w Art Studio w ACK UMCS „Chatka Żaka”, a następnie w byłych warsztatach samochodowych przy ul. Popiełuszki. Do tego samego budynku przeniósł się Ośrodek Animacji, przekształcony wówczas w Warsztaty Kultury. W 2012 r. Warsztaty odłączyły się, tworząc nową instytucję. Pomimo braku stałej siedziby Centrum nieustannie przygotowywało nowe wydarzenia, korzystając ze specjalnie do tego celu adaptowanych przestrzeni. W 2013 r. Centrum powróciło do swojej siedziby, rozpoczynając nowy rozdział w swojej historii.

## Festiwale
Centrum Kultury jest wiodącym organizatorem największych i najważniejszych festiwali w Lublinie. Dzięki „Konfrontacjom Teatralnym”, które powstały w 1996 r., Lublin powrócił na międzynarodową mapę uznanych festiwali teatralnych. Sukces Konfrontacji otworzył drogę do powoływania kolejnych tego typu wydarzeń. Już rok później utworzono Międzynarodowe Spotkania Teatrów Tańca – jeden z pierwszych w Polsce festiwali prezentujących tę nieodkrytą wówczas dziedzinę kultury. Podobnie było z Festiwalem Teatrów Europy Środkowej „Sąsiedzi”, który początkowo skupiał się na prezentacji dorobku państw ościennych, z czasem jednak zmienił formułę. Dziś odbywa się pod nazwą Słodko-Gorzki i jest jednym z ważniejszych wydarzeń otwierających sezon wakacyjny. Odbywa się tu także MAAT Festiwal, stanowiący całoroczny program rezydencji artystycznych z finałem w grudniu. W 2014 r. do powyższego grona dołączyły „Dźwięki Słów” prezentujące najciekawsze formy muzyczno-teatralne. Centrum Kultury jest również organizatorem Lublin Jazz Festival, pierwszego jazzowego festiwalu w Lublinie, który powstał w 2008 roku. Centrum realizuje również Jazz Bez, który powstaje we współpracy z lwowskim Stowarzyszeniem Artystycznym Dzyga. Dla miłośników filmu organizowane są 3 festiwale kina autorskiego i niezależnego: Pełny Metraż, Filmy Dobrze Zakręcone oraz Złote Mrówkojady. Festiwal Wielokulturowy Lublin ma z kolei na celu prezentację kultury i integrację mniejszości narodowych, etnicznych, religijnych i wyznaniowych miasta.

## Działalność edukacyjna
Programy edukacyjne w Centrum Kultury są przeznaczone dla każdej grupy wiekowej – od dzieci w wieku przedszkolnym aż po seniorów. W ramach Pracowni Słowa prowadzone są otwarte warsztaty literackie, teatralne, dykcji i technik mówienia oraz przygotowania spektakli poetyckich i programów w wykonaniu grupy recytatorskich. Organizowane są Konkursy Recytatorskie o wymiarze ogólnopolskim, jak i lokalnym adresowane do uczniów, Polsko-Ukraińskie Spotkania Mistrzów Słowa, a także Konkurs Poezji, Prozy i Pieśni Patriotycznej „Ojczyzno moja najmilsza” im. Ryszarda Kaczorowskiego. Scena Młodych to z kolei coroczny przegląd konkursowy z zakresu teatru amatorskiego, poezji śpiewanej i piosenki autorskiej oraz twórczości literackiej. Centrum Kultury jest też uczestnikiem Ogólnopolskiego Program Rozwoju Chórów Szkolnych „Śpiewająca Polska”. Do starszych odbiorców adresowane są Latające Warsztaty Rękodzieła, których celem jest propagowanie rzemiosła artystycznego, plastyki, krawiectwa, podstaw projektowania oraz edukacja w tym zakresie. Oprócz wyżej wymienionych programów w Centrum Kultury realizowane są szkolenia dla nauczycieli i instruktorów, a także – przy okazji festiwalów, for oraz prezentacji – liczne warsztaty taneczne i teatralne adresowane zarówno do profesjonalistów, jak i amatorów. Z kolei odkrywanie otaczającego nas świata oraz dyskusje na jego temat możliwe są podczas spotkań, m.in. z cyklu „Dookoła świata” czy „Konfrontator”.

## Działalność teatralna
Działalność teatralna obejmuje niewątpliwie największą cześć programu Centrum Kultury. 
Teatr Provisorium jest najstarszym teatrem wywodzącym się ze sławnego lubelskiego ruchu awangardowego lat 70. i 80. Funkcjonuje prężnie do dziś, realizując spektakle nagradzane na międzynarodowych festiwalach i cieszące się uznaniem krytyków. Kompania Teatr (założona w 1995 r.), przez wiele lat ściśle współpracująca z Teatrem Provisorium, obecnie adaptuje powieści i scenariusze współczesnych pisarzy. Lubelski Teatr Tańca stał się głównym animatorem sceny tańca współczesnego i jednym z najważniejszych teatrów tańca w Polsce. Do grona nieco młodszych teatrów należy założony w 2004 r. Teatr MAAT Projekt, który został uznany przez krytyków za jeden z najważniejszych kolektywów performatywno-tanecznych. Scena Prapremier InVitro, założona i funkcjonująca w Centrum Kultury od 2007 r., współpracując z najciekawszymi polskimi scenarzystami, wystawia sztuki, które do tej pory nie miały swoich adaptacji w Polsce. Do Centrum Kultury w 2009 r. dołączył także netTTheatre, wcześniej działający w Srebrnej Górze pod Wrocławiem. Jego spektakle cechuje ponowoczesne podejście do wykorzystania mediów, muzyki granej na żywo, a także aktorstwa i scenografii, dzięki czemu każdy spektakl jest eksperymentalnym odkrywaniem granic teatru. Czytelnia Dramatu zajmuje się performatywnym czytaniem współczesnych tekstów dramatycznych. Teatralny program Centrum Kultury uzupełniają uznane spektakle impresaryjne zapraszane przez Lubelski Salon Artystyczny.

## Taniec

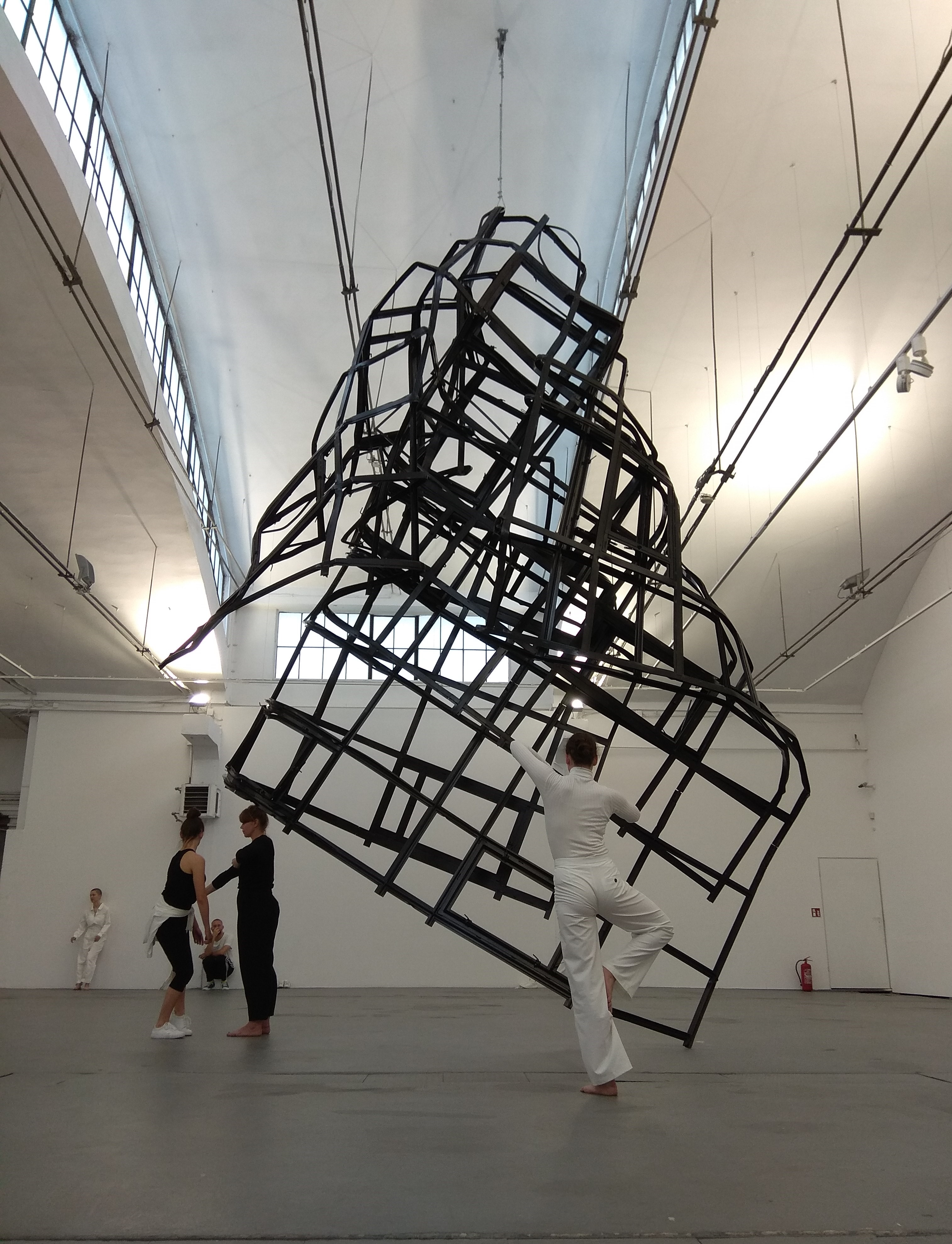
Performance Lubelskiego Teatru Tańca w Galerii Labirynt wokół "Fasady" Moniki Sosnowskiej

Lublin jest jednym z najważniejszych miast na polskiej mapie tańca współczesnego, przede wszystkim dzięki środowisku od lat związanemu z Centrum Kultury. W 1997 r. z inicjatywy choreografów i tancerzy Grupy Tańca Współczesnego Politechniki Lubelskiej odbyła się pierwsza edycja Międzynarodowych Spotkań Teatrów Tańca. Istniejący do dziś festiwal stał się katalizatorem przemian na lubelskiej scenie. W 2001 r. to samo środowisko założyło Lubelski Teatr Tańca. Aktywność twórcza i organizacyjna Teatru ukierunkowana jest na budowanie szerokiej przestrzeni dialogu nt. tańca, do którego zaproszeni są wszyscy uczestnicy życia tanecznego w Polsce i zagranicą. Wpisuje się w to z pewnością organizacja Letniego Forum Tańca Współczesnego, rezydencji artystycznych oraz całorocznego programu edukacyjnego „Centrum Ruchu”. Sztuki performatywne reprezentuje także Teatr MAAT Projekt, uznany przez krytykę za jeden z najważniejszych kolektywów tanecznych młodego pokolenia. Za główny środek wyrazu obrał eksperymenty z szeroko pojętymi formami prowadzenia ciała, kładąc szczególny nacisk na taniec intuitywny i performatywny wymiar przestrzeni ciała. W Centrum Kultury działa także Wschodnioeuropejska Platforma Sztuk Performatywnych (EEPAP), będąca organizacją na rzecz rozwoju teatru i tańca w Europie Środkowej i Wschodniej. Projekt jest skierowany do twórców, kuratorów, osób prowadzących niezależne ośrodki artystyczne i festiwale oraz teoretyków z 19 państw, w tym krajów bałkańskich i krajów Partnerstwa Wschodniego.

## Muzyka
Instytucja realizuje jedyne dwa festiwale jazzowe w Lublinie. Lublin Jazz Festival prezentuje najlepszych wykonawców różnych form jazzowych z całego świata (m.in. Marilyn Mazur Group, Victor Wooten, Ravi Coltrane Quartet, Peter Brötzmann) i co roku jest swoistym świętem lubelskich melomanów. Jazz Bez, organizowany wspólnie ze lwowskim Stowarzyszeniem Artystycznym „Dzyga”, zbliża polskich muzyków jazzowych z ukraińskimi – pełni funkcję nie tylko prezentacji muzycznych, ale także inicjuje kooperacje i współprace muzyczne. Lubelski Salon Artystyczny regularnie zaprasza najwybitniejszych artystów związanych z szeroko rozumianą piosenką aktorską, autorską i poezją śpiewaną, organizuje także muzyczno-teatralny festiwal „Dźwięki Słów”. Na scenach Centrum pojawiają się też artyści w ramach koncertów impresaryjnych, m.in. Tomasz Stańko i Marek Dyjak. W ramach programu ende neu zapraszani są artyści spoza głównego nurtu. W lecie działalność muzyczna pojawia się także w programie Mostu Kultury, Muszli Koncertowej w Ogrodzie Saskim oraz na odkrytym Wirydarzu. Uzupełnieniem działalności muzycznej są wydarzenia organizowane w kawiarni Szklarnia, gdzie prezentowana jest awangardowa elektronika i muzyka klubowa.

## Sztuki wizualne
Działalność w obrębie sztuk wizualnych w Centrum Kultury prowadzi konsekwentnie niemal od 30 lat Galeria Biała. Jest miejscem prezentacji różnorakich tendencji obecnych w sztuce aktualnej – polskiej i zagranicznej. Powstała z inicjatywy Anny Nawrot i Jana Gryki w 1985 r. jako galeria autorska. Zorganizowała blisko 400 wystaw i prezentacji, w tym poza Lublinem, m.in. w Krakowie, Berlinie, Kijowie, Warszawie, Bielsku-Białej i Lwowie. Galeria tworzy przestrzeń artystyczną na bazie sztuki poszukującej i niekonwencjonalnej. Wielokrotnie pokazywała twórczość Leona Tarasewicza, Edwarda Dwurnika, Krzysztofa Sołowieja, Roberta Maciejuka, Henka Vischa, Kamila Stańczaka. Od 1996 r. realizuje Młode Forum Sztuki – program dla studentów Wydziału Artystycznego UMCS, który umożliwia debiuty artystom najmłodszego pokolenia. W Białej debiutowali m.in. Mirosław Maszlanko, Robert Kuśmirowski, Eliza Galey, Mariusz Tarkawian, Wojciech Gilewicz, Konrad Maciejewicz. Galeria publikuje także katalogi oraz prowadzi różnorodne zajęcia edukacyjne. 
W Centrum działa również Pracownia Promocji Dziedzictwa Kulturowego zajmująca się międzynarodową promocją zjawisk historycznych charakterystycznych dla kultury Lublina i regionu. Pracownia prowadzi działalność wydawniczą, realizuje wystawy, szkolenia, sesje naukowe i warsztaty, m.in. Akademię Odkryć Fotograficznych. Organizacją wystaw zajmują się również inne jednostki Centrum Kultury, prace artystyczne, fotografie, ekspozycje plakatów etc. można oglądać zwłaszcza przy okazji festiwali.

## Kino
Program filmowy realizowany przez Centrum Kultury w Lublinie kieruje uwagę widza w stronę kina ambitnego, autorskiego i niezależnego, stając się w ten sposób cenną alternatywą wobec masowych produkcji wypełniających sieciowe kina komercyjne. Najszerzej założenia te wypełnia Kinoteatr Projekt, organizator festiwali filmowych: Pełny Metraż, Filmy Dobrze Zakręcone, współorganizator Złotych Mrówkojadów, założyciel Dyskusyjnego Koła Filmowego, pomysłodawca cyklów Nowe Kino Chińskie, Benshi oraz seansów w ramach Kina za Rogiem. Za pomocą pokazów, przeglądów i prezentacji Kinoteatr animuje ruch kina offowego, prezentując najciekawsze jego emanacje oraz dając w ten sposób możliwość wypowiedzi młodym twórcom. Działalność filmową Kinoteatru Projekt uzupełniają autorskie projekty filmowe realizowane przez pracowników CK w ramach działalności statutowej instytucji, prezentowane w cyklach tematycznych, gatunkowych czy retrospektywach. Pokazy są organizowane w ramach odrębnych cyklów prezentacji, odbywają się w czasie festiwali i innych, większych wydarzeń kulturalnych. Rozbudowany charakter ma Kino Konfrontacji, czyli specjalny blok filmowy „Konfrontacji Teatralnych”, którego program stanowi kontekst do aktualnej edycji festiwalu. 
Centrum Kultury w 2014 r. jest beneficjentem Programu Operacyjnego Państwowego Instytutu Sztuki Filmowej „Rozwój kin”.

## Oferta dla dzieci
Centrum Kultury realizuje szereg działań dla dzieci w każdym wieku. Zajęcia rozwijają zdolności ruchowe, kreatywność i wyobraźnię, uczą wrażliwości i otwartości, przybliżają tematykę poszczególnych dziedzin sztuki. Poprzez udział w zajęciach dzieci aktywnie uczestniczą w tworzeniu wydarzeń, odkrywają świat, wyrażają się twórczo, uczą się współpracy w grupie, jednocześnie poznając i wchodząc w świat kultury. Z najmłodszymi pracują doświadczeni artyści, pedagodzy i animatorzy. Dzieci poznają świat na zajęciach opartych na wspólnych zabawach dla rodziców i dzieci (BawiMisie). Spektakle z cyklu Sztuczka są atrakcyjne wizualnie i mają formę współuczestnictwa, dzięki czemu mali widzowie wczuwają się w losy bohaterów i akcję. W ramach cyklu Czytelnia Dramatu Dzieciom aktorzy w żywy i barwy sposób odkrywają przed dziećmi fascynujący świat literatury. Artyści-tancerze wprowadzają najmłodszych w świat tańca w ramach zajęć w Centrum Ruchu, projekcie „Myśl w ruchu” oraz Zespole Tanecznym „Rytm”. Wystawy w Galerii Białej stanowią pretekst i inspirację do działań twórczych – warsztatów plastycznych adresowanych do najmłodszych. Starsze dzieci i młodzież mogą brać udział w warsztatach tematycznych, a także prezentować swoje umiejętności w formach konkursowych i przeglądowych na polach śpiewu, teatru i poezji w ramach wydarzeń proponowanych przez dział Edukacji Kulturalnej.

## Działalność społeczna
Centrum organizuje i angażuje się w szereg działań skierowanych do grup wykluczonych i marginalizowanych oraz mniejszości zamieszkujących Lublin. Podstawowym założeniem jest przekonanie, że kultura i sztuka mogą wpływać na życie zwykłych mieszkańców miasta, pomagać w integracji ze społeczeństwem i podnosić świadomość o sytuacji tych środowisk. Działania mają udowodnić, że kultura jest dostępna dla wszystkich – niezależnie od ich pochodzenia czy statusu. 
Pracownia Sztuki Zaangażowanej Społecznie Rewiry zaprasza twórców do przygotowania prac w różnych dzielnicach miasta. Artyści we współpracy z mieszkańcami poruszają problematykę danych miejsc i inspirują się nimi, jednocześnie aktywizując lokalną społeczność. W rezultacie powstają różnorodne realizacje artystyczne, takie jak Sztuka na Giełdzie, interwencje artystyczne w dzielnicach czy instalacje dźwiękowe. 
Wynikiem współpracy między Centrum a zakładami penitencjarnymi w Lublinie i regionie są projekty, które wpisują się w program reedukacji skazanych. Działania mają na celu umożliwienie osadzonym zaangażowania w działania artystyczne. W ramach projektów organizowane są warsztaty teatralne, rzeźbiarskie i malarskie. Aresztanci wspólnie z profesjonalnymi twórcami przygotowują między innymi spektakle i wystawy prezentowane następnie szerokiej publiczności poza zakładami karnymi. Skazani mogą także uczestniczyć w wydarzeniach organizowanych w Centrum.
W pierwszych miesiącach pełnoskalowej inwazji Rosji na Ukrainę budynek Centrum Kultury był siedzibą Lubelskiego Społecznego Komitetu Pomocy Ukrainie. 

## Lubelski Informator Kulturalny „ZOOM”
Lokalny miesięcznik kulturalno-informacyjny. Pierwszy numer Lubelskiego Informatora Kulturalnego „ZOOM” ukazał się w kwietniu 2004 roku, Jego celem jest dostarczanie informacji o zbliżających się wydarzeniach kulturalnych. Rocznie wydawanych jest 10 numerów. Wydania od stycznia do maja i od października do grudnia ukazują się co miesiąc i obejmują informacje dotyczące wyłącznie życia kulturalnego Lublina. Numery czerwcowo-lipcowe sierpniowo-wrześniowe prezentują wydarzenia kulturalne z miasta i całego regionu Lubelskiego. Każdy numer Lubelskiego Informatora Kulturalnego „ZOOM” trafia do dystrybucji ostatniego dnia miesiąca poprzedzającego miesiąc opisywany w piśmie. Informator jest darmowy, można go pobrać w Centrum Kultury w Lublinie, Lubelskim Ośrodku Informacji Kulturalnej, w galeriach, muzeach i teatrach a także w dobrych księgarniach. Oprócz części informacyjnej w skład Lubelskiego Informatora Kulturalnego „ZOOM” wchodzi również rozbudowana część publicystyczna. Od 2004 roku z Lubelskim Informatorem Kulturalnym stale współpracowali/współpracują: Mirosław Haponiuk, Jarosław Koziara, Andrzej Kot, Grażyna Lutosławska, Andrzej Molik, Marcin Skrzypek, Grzegorz Reske, Mariusz Tarkawian, Hanna Wyszkowska, Marek Wyszkowski oraz liczni recenzenci i krytycy. W 2008 roku projektem okładki zajmował się Robert Kuśmirowski. W roku 2009 funkcję tę przejął Kamil Stańczak a w 2010 roku Sławomir Toman/ Wydawcą pisma jest Centrum Kultury w Lublinie. W skład redakcji wchodzą: przedstawiciel wydawcy: Michał Karapuda (do 2008 roku: Grzegorz Rzepecki); redaktor naczelny: Michał Miłosz Zieliński; sekretarz redakcji: Lesław Skwarski; skład, łamanie, layout: Piotr Wysocki; redakcja: Małgorzata Pietrzak, Barbara Sawicka, Marta Wysocka, Gabriela Żuk. Nakład pisma wynosi od 5000 do 6000 egzemplarzy.

## Teatr Maat Projekt
Teatr Maat Projekt założony w 2004 roku i prowadzony w Lublinie przez Tomasza Bazana. Głównym celem poszukiwań artystycznych była próba odnalezienia czystego języka ciała przez syntezę wielu jakości kulturowych z pogranicza sztuk wizualnych i performatywnych przeszczepionych na grunt pracy teatralnej. Teatr za główny środek wyrazu obrał działania wizualne i eksperymenty z szeroko pojętymi formami prowadzenia ciała kładąc szczególny nacisk na taniec butō. Teatr Maat Projekt prowadzi swoje samodzielne i niezależne działania oraz poszukiwania kulturowe przy Centrum Kultury w Lublinie gdzie posiada swoją siedzibę i studio tańca. 
Formacja na przestrzeni lat zrealizowała szereg projektów oscylujących wokół spektakli, happeningów, instalacji kolektywnych, performance pokazywanych w wielu prestiżowych miejscach w Polsce i za granicą (min. Theatre Kothen – Niemcy, Art and Leisure Center of Ivan Franko National University – Ukraina, Les Kurbas Theatre - Ukraina) tworząc z czasem swój własny styl (m.in. Polska Platforma Tańca (Poznań), 'NeTTheatre' Pawła Passiniego (Srebrna Góra), Międzynarodowy Festiwal 'Konfrontacje Teatralne' i ‘Teatr Centralny’ (Lublin), Łódzkie Spotkania Teatralne (Łódź), Festiwal Performance 'Mandala' (Wrocław), 'Art Stations Foundation' Stary Browar (Poznań), Międzynarodowy festiwal teatralny ‘Malta’ (Poznań), ‘Międzynarodowe Spotkania Teatrów Tańca’ (Lublin), Festiwal ‘Solo Dance’ (Kalisz), 'Uniwersytet Powszechny' Jacka Kuronia (Teremiski) i wiele innych). 
Obecnie prace skupione są nad projektem ‘Butoh Projekt’ oraz ‘Formy prowadzenia ciała’ z wykorzystaniem szeroko pojmowanych ‘technik’ tańca butō oraz form tańca intuitywnego w oparciu o wschodni sposób pracy z ciałem (min. styl Tang Lang, Vietnam Vo Dao, Wu Shu) wykorzystując go w pracy teatralnej (min. ‘Krótkie Smakowanie Życia’ pokazywane min. na XII edycji Międzynarodowych Konfrontacji Teatralnych Lublin oraz JIU i LANG produkowany przez Art Stations Foundation Stary Browar Poznań i prezentowany min. na pierwszej Polskiej Platformie Tańca w Poznaniu). Formułą pracy teatru są spotkania zespołu i współpraca z ludźmi z wielu kręgów kultury, nauki i sztuki (min., prace z Shoji Okada, prof. Piotrem O. Scholzem, Sylwią Hanff, Htahaji Ishihiri, Pawłem Passinim, Uniwersytetem Powszechnym Jacka Kuronia, Barbarą Bujakowską, Marcinem Janusem i wieloma innymi).

## Galeria

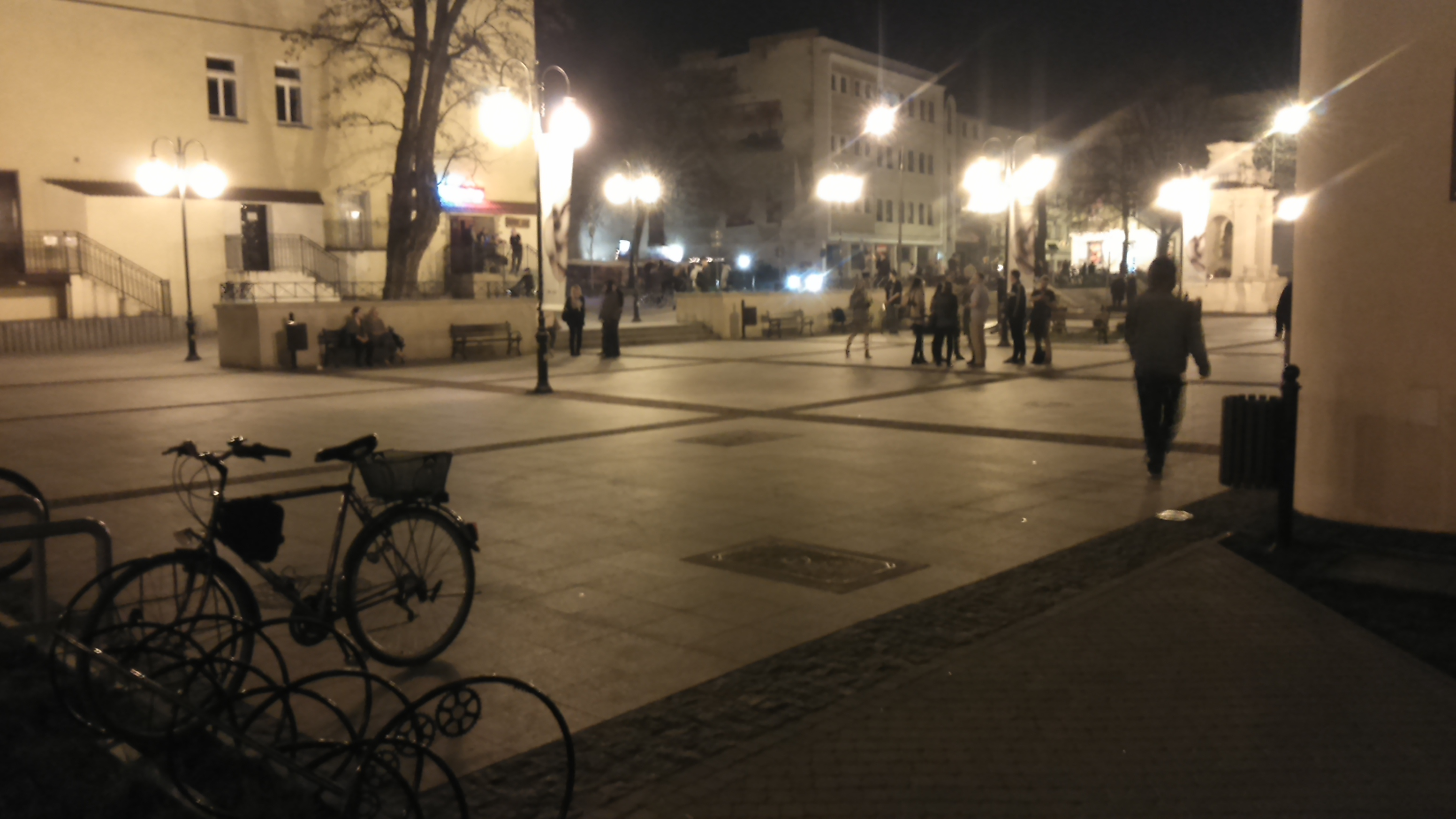
plac Lecha Kaczyńskiego
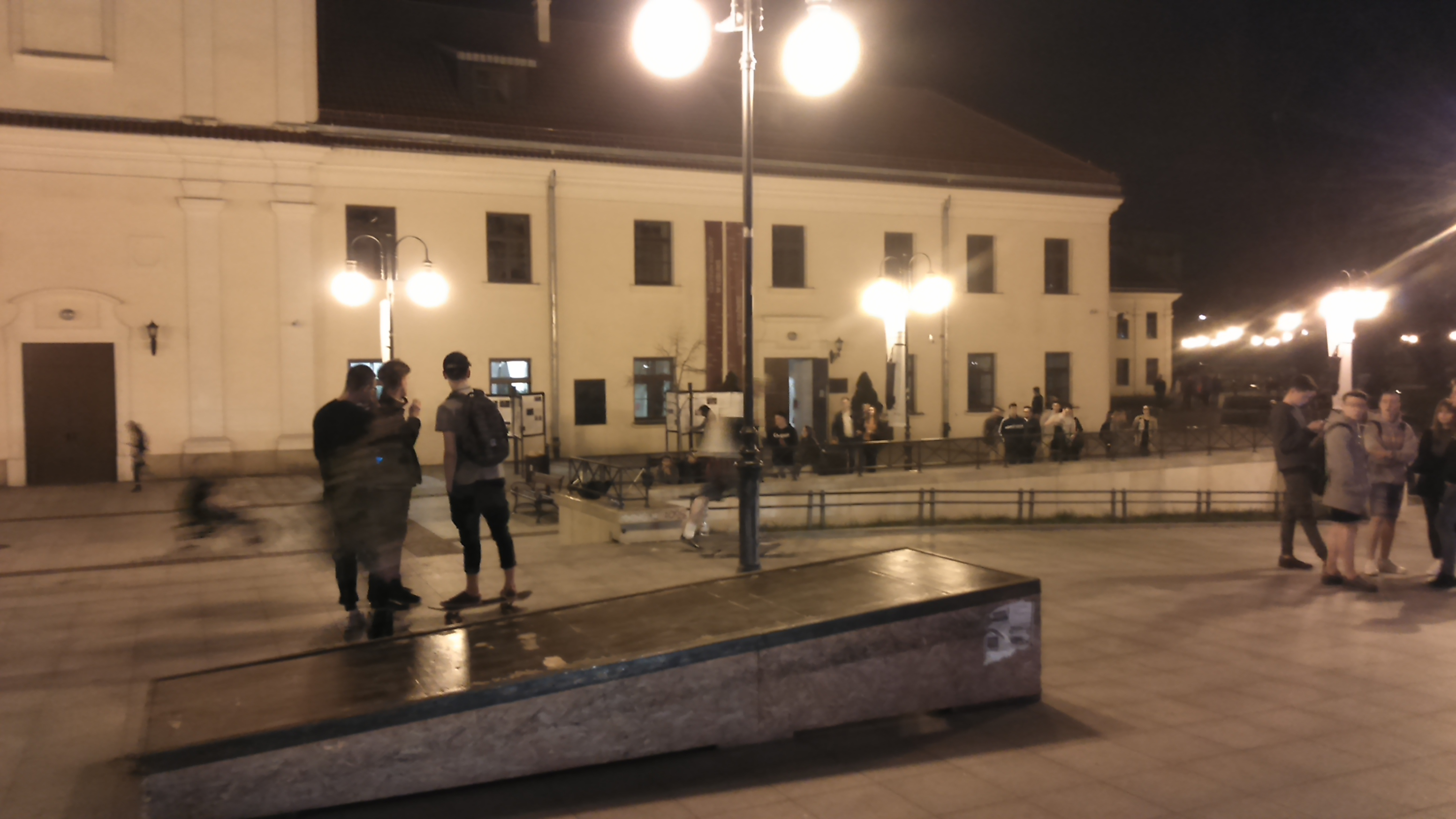
plac Lecha Kaczyńskiego i fasada CK